# Ernst Francke
Ernst Francke, född 10 november 1852 i Coburg, död 23 december 1921 i Freiburg im Breisgau, var en tysk socialpolitiker; son till Karl Philipp Francke.
Francke blev filosofie doktor i statsvetenskap efter disputation i München på avhandlingen Der Grossbetrieb der Schuhmacherei in Bayern (1893) och utgav senare flera skrifter av främst socialpolitiskt innehåll. Som generalsekreterare i Gesellschaft für soziale Reform och föreståndare för dess byrå i Berlin utgav han tidskriften "Soziale Praxis. Zentralblatt für Sozialpolitik" 1897-1912. 
Francke utövade under dessa år stort inflytande inom den tyska socialpolitiken, både som rådgivare i ministerierna och som en i arbetsgivar- och arbetarkretsar gärna hörd föreläsare. Denna verksamhet hade före kriget 1914 inom intresserade kretsar förvärvat honom hederstiteln "Altmeister der deutschen Sozialreform".